# Scaptesyle tricolor
Scaptesyle tricolor är en fjärilsart som beskrevs av Walker 1854. Scaptesyle tricolor ingår i släktet Scaptesyle och familjen björnspinnare. Inga underarter finns listade.